# Material propulsant
Materialele propulsante sunt materiale utilizate pentru a obține propulsia  unui obiect. În general, gazele propulsoare sunt produse din   produse chimice  de ridicată putere calorică și  care sunt  în măsură să dezvolte rapid cantități mari de căldură prin ardere și, în consecință, producere de  gaze de mare presiune, care la rândul lor, expulzate înapoi printr-o duză de evacuare provoacă o împingere  înainte, conform principiului acțiunii și  reacției.